# 林肯縣 (密西西比州)
林肯縣（英語：Lincoln County）是美国密西西比州西南部的一個縣。面積1,523平方公里。根據2020年美國人口普查，共有人口34,907。縣治布魯克哈芬（Brookhaven）。該縣成立於1870年4月7日，縣名紀念第十六任美国总统亚伯拉罕·林肯。